# Alien Attack
Pour plus de détails, voir Fiche technique et Distribution.
Alien Attack est un téléfilm britannique constitué d'un remontage de scènes issues de deux épisodes de la série télévisée Cosmos 1999, réalisés par Charles Crichton, Lee H. Katzin et Bill Lenny, sorti en 1976.

## Fiche technique
- Titre : Alien Attack
- Réalisation : Charles Crichton, Lee H. Katzin et Bill Lenny
- Scénario : George Bellak, Christopher Penfold et Dennis Spooner
- Musique : Barry Gray
- Photographie : Frank Watts
- Montage : Alan Killick
- Décors : Keith Wilson
- Costumes : Rudi Gernreich
- Production : Gerry Anderson
- Société de production : Incorporated Television Company
- Pays d'origine :  Royaume-Uni
- Format : Couleurs - 1,33:1 - Mono - 35 mm
- Genre : Aventure, drame et science-fiction
- Durée : 104 minutes
- Date de sortie : Royaume-Uni : 1976

## Distribution
- Martin Landau : le commandant John Koenig
- Barbara Bain : le docteur Helena Russell
- Barry Morse : le professeur Victor Bergman
- Roy Dotrice : le commissaire Simmonds
- Anthony Valentine : un alien mâle
- Isla Blair : un alien femelle
- Prentis Hancock : Paul Morrow
- Zienia Merton : Sandra Benes
- Nick Tate : Alan Carter
- Anton Phillips : le docteur Bob Mathias
- Clifton Jones : David Kano
- Lon Satton : Benjamin Ouma
- Eric Carte : Collins
- Suzanne Roquette : Tanya Alexander
- Patrick Allen : le président de la commission lunaire
- Don Fellows : le présentateur télévisé

## Autour du film
- La version britannique du film comporte de nouvelles scènes tournées avec des acteurs différents[1].
- Plusieurs téléfilms sont sortis, en utilisant un remontage de différentes scènes d'épisodes de la série :
  - 1978 : Destination Moonbase Alpha, à partir du double épisode Un message d'espoir.
  - 1979 : Alien Attack, à partir des épisodes À la dérive et Ruses de guerre.
  - 1982 : Journey Through the Black Sun, à partir des épisodes Collision inévitable et Le Soleil noir.
  - 1982 : Cosmic Princess, à partir des épisodes La Métamorphose et Déformation.